# Spiro Scimone
Pour les articles homonymes, voir Scimone.
Spiro Scimone, né le 27 avril 1964 à Messine, est un dramaturge italien.

## Biographie
Il a étudié le théâtre à Milan. À Palerme (au théâtre Garibaldi), il joue Hamlet, Le Songe d'une nuit d'été et Mesure pour mesure de Shakespeare.
Il fonde la compagnie Scimone Sframeli avec son ami d'enfance Francesco Sframeli, comédien qui l'accompagne dans toutes ses pièces. Ensemble ils réalisent un film, Due amici, inspiré de la pièce Nunzio, pour lequel ils obtiennent le prix de la meilleure première œuvre lors de la Biennale de Venise en 2002.
Spiro Scimone a commencé par écrire en dialecte sicilien (Nunzio, Bar) puis, dans ses œuvres plus récentes, il a choisi d'expérimenter une mélodie différente en optant pour l'italien.

## Pièces
- Bar (1996)
- La Festa (1997)
- Nunzio (2000)
- Il Cortile (2004)
- La Busta (2006)
- Pali (2009)